# Sancho Carranza de Miranda
Sancho Carranza de Miranda (Dates inconnues) est un théologien espagnol originaire de Navarre.

## Biographie
Formé dans le milieu parisien du début du XVIe siècle, il y composa un traité de logique Progymnasmata logicalia (Paris, 1517), dans lesquels il révèle l'influence de John Mair, Gaspar Lax et Jerónimo Pardo. À son retour en Espagne, il obtint la magistralía de Séville, puis occupa les chaires de dialectique, de philosophie naturelle et de théologie à Alcalá. Il voyagea également à Rome, où il disputa avec Agostino Nifo, dont témoigne son De alterationis modo et quidditate adversus Paradoxon Augustini Niphi (Rome, 1514). Il examina également les inexactitudes et les audaces exégétiques d'Érasme dans son Carranzae Opusculum in quasdam Erasmi Annotationes (Rome, 1522), auquel ce dernier répondit par une Apologia, et Carranza fut délégué à Valladolid en 1527. La figure de Carranza illustre également bien un certain mariage entre scolastique et humanisme, et il était à ce titre particulièrement apprécié par Juan Ginés de Sepúlveda et Juan de Vergara.